# ریدلند (کنتاکی)
ریدلند (به انگلیسی: Reidland) یک منطقهٔ مسکونی در ایالات متحده آمریکا است که در شهرستان مک‌کراکن، کنتاکی واقع شده‌است. ریدلند ۱۲٫۵ کیلومتر مربع مساحت و ۴٬۳۵۳ نفر جمعیت دارد و ۱۲۳ متر بالاتر از سطح دریا واقع شده‌است.